# Chlorocytus longicauda
Chlorocytus longicauda är en stekelart som först beskrevs av Thomson 1878.  Chlorocytus longicauda ingår i släktet Chlorocytus och familjen puppglanssteklar. Arten är reproducerande i Sverige. Inga underarter finns listade i Catalogue of Life.